# Les Classels
Les Classels est un groupe de rock 'n' roll yéyé québécois, actif de 1964 à 1971. Le groupe se distinguait par son apparence blanche et par son répertoire musical diversifié.

## Historique
Le groupe se forme lorsque Gilles Girard (alias Danny Boy) se joint aux membres du groupe les Special Tones. Contrairement à plusieurs groupes de l'époque, leur répertoire se compose essentiellement de chansons inédites et non des reprises de chansons anglaises ou américaines traduites. Le groupe se démarque aussi par son apparence : cheveux, habits et instruments blancs. En 1964, ils intentent un procès au groupe Les Hou-Lops à cause de la nouvelle apparence des membres du groupe et du nouveau nom de ces derniers. Les Classels gagnent et « Les Têtes blanches » sont dans l'obligation de reprendre leur nom d'origine.
Le groupe s'est reformé en 1977 sous le nom de Gilles Girard et les Super Classels.
En 2016, Gilles Girard et ses musiciens du groupe Poker reprennent la route des festivals avec un nouveau spectacle intitulé « Souvenirs 60 » : en première partie un hommage aux Beatles avec Beat Makers, suivi de chansons des Classels dont leurs plus grands succès « Ton amour a changé ma vie », « Avant de me dire adieu » et « Le Sentier de neige ».

## Formation originale
- Gilles Girard (chant)
- Michel Caron (guitare, chant)
- Jean-Clément Drouin (guitare, chant)
- Pierre Therrien (basse, chant)
- Serge Drouin (batterie)